# Bitva u Tordesillas (1520)
Bitva u Tordesillas byl ozbrojený konflikt během povstání komunérů, který se odehrál 5. prosince 1520 mezi royalistickými silami pod velením hraběte z Hara a posádkou vzbouřenců v městečku Tordesillas, které bylo hlavním sídlem rebelů.
Na konci listopadu se armáda Santa Junta, vedená Pedrem Girónem y Velascem, přesunula směrem k Medině de Rioseco a zřídila své velitelství ve městě Villabrágima, pouhou jednu ligu od královské armády. Ta, složená především z oddílů poskytovaných a vedených šlechtou, se omezila na obsazování měst, aby zabránila postupu povstalců a přerušila jejich komunikační linie.
Situace zůstala nezměněna až do 2. prosince, kdy povstalecká armáda opustila Villabrágimu a přesunula se do Villalpanda. Tímto pohybem byla cesta k Tordesillas – hlavnímu sídlu Junty a rezidenci královny Jany Šílené – ponechána nechráněná, což královská armáda využila. Dne 4. prosince vyrazila a následující den zaútočila na město. Po dlouhém a tvrdém boji s obrannou posádkou se jí podařilo město dobýt.
Na politické úrovni znamenala okupace Tordesillas pro komunéry velkou porážku. Ztratili královnu Janu a s ní i naděje, že vyslyší jejich požadavky. Mnoho prokurátorů bylo uvězněno, a ti, kteří nebyli, uprchli. Na vojenské úrovni vedla ostrá kritika generála Pedra Giróna za pohyb vojsk k jeho rezignaci na funkci a stažení se z konfliktu, což zase způsobilo významné dezerce mezi hlavními jednotkami komunérů.
Šlechta však z vítězství neprofitovala. Hlouběji rozdělená, s malým počtem vojáků a obávající se odvetných opatření od komunérů ve svých panstvích, se omezila na zřízení posádek na strategických místech, po čemž většinu vojsk propustila a vrátila se na svá území.

## Předehra

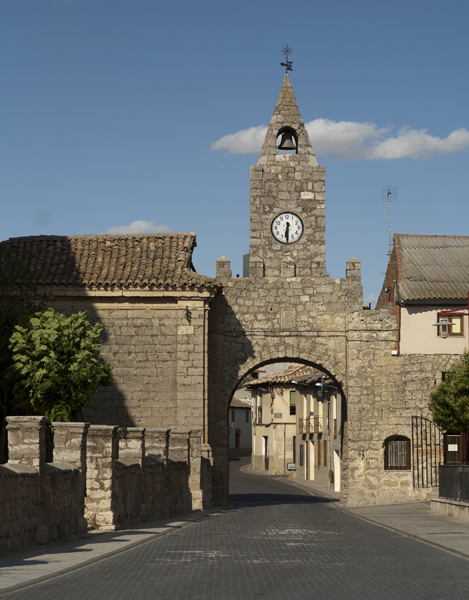
Zeď Villabrágimy, místo, které koncem listopadu obsadil Pedro Girón

Na konci listopadu 1520 generál Santa Junty, Pedro Girón y Velasco, mobilizoval hlavní část své armády směrem k Villabrágimě, zatímco menší oddíly obsadily Villafrechós na severu, Tordehumos na jihozápadě a Villagarcíu de Campos a Urueñu na jihu. Tím se vzdálenost mezi vojsky pánů, shromážděnými v Medině de Rioseco, zkrátila na jednu ligu a nepřátelské akce se zdály nevyhnutelné.
Šlechta pod velením hraběte z Hara však odmítla podniknout iniciativu. Omezila se na zamezení postupu nepřítele a přerušení jejich komunikačních linií obsazením měst jako Mota del Marqués, San Pedro de Latarce, Castromonte nebo Torrelobatón.
Na královské straně probíhaly hluboké rozepře ohledně správného postupu. Na jedné straně regent Hadrián a jeho spolupracovníci trvali na rychlém a drtivém útoku proti povstalcům; byli přesvědčeni, že jejich jednotky jsou mnohem silnější než jednotky rebelů. Šlechtici na druhé straně viděli tuto pozici jako velmi riskantní, protože nepřítel byl pevně opevněn ve Villabrágimě a protože vinice na levém břehu řeky Sequillo byly pro jízdu neprůchodné, zatímco pro pěchotu rebelů byly ideální.
Avšak v tomto problému šlo také o jejich vlastní zájmy. Především se páni obávali vyvolání silnější protifeudální reakce na svých panstvích, pokud by se otevřeně postavili proti komunérům. Stejně výmluvné jsou výroky admirála Fadrique Enríqueze de Velasco — od září místokrále Kastilie spolu s Hadriánem a konstáblem —, který odmítl myšlenku bojovat na svém vlastním panství na březích a pláních Rioseca.

Jak dny ubíhaly, slovní střety mezi oběma stranami se stávaly stále ostřejšími. Hrabě z Benavente dokonce zašel tak daleko, že si dělal legraci z intelektuálů, vůdců, kteří si hráli na odborníky na strategii:
Řekl, že kdyby přivázali doktora a bakaláře ke každému praporu těch, kteří se chystají bojovat, byl by to on, kdo by vedl bitvu, a ne nikdo jiný.

— Dopis Hernanda de la Vega konstáblovi, datovaný 1. prosince 1520.
Zbytek šlechty byl stejně znepokojen:
Od chvíle, kdy přišel lord hrabě z Hara až do dnešního dne [1. prosince], se diskutovalo a vedly spory o tom, zda má být svedena bitva, nebo zda mají být umístěny posádky. Lord kardinál a někteří, kdo mu radili, kteří jsou mezi těmi, kteří bojovat nebudou, byli a jsou zastánci toho, aby bitva byla vedena za každou cenu, a kardinál o této záležitosti mluvil s admirálem, hrabětem z Benavente a dalšími kapitány, takže to na ně působilo, jako by byla dotčena jejich čest, a rozhněvali se, zatímco admirál pronesl několik ostrých slov.

— Dopis Hernanda de la Vega konstáblovi, datovaný 1. prosince 1520.

## Armády
Ačkoli není možné přesně určit počet vojáků v každé z armád (nesmíme zapomínat, že jednotky byly průběžně posilovány), lze si udělat představu o poměru sil na základě dopisů datovaných několik dní před bitvou.
| Dopis                                | Datum         | Royalistická armáda                                                     | Armáda komunérů                                                                                            |
| ------------------------------------ | ------------- | ----------------------------------------------------------------------- | --- |
| Od kastilského admirála pro Sevillu  | 28. listopadu | 7 000 pěšáků, 300 mužů ve zbrani, 300 lehkých koní, 400 jezdců a 20 děl | 4 000 pěšáků, 400–500 kopí a 6 děl                                                                         |
| Od bratrů Vozmedianů pro krále       | 29. listopadu | 8 000 pěšáků a 2 000 kopí                                               | 4 000 pěšáků a 400 kopí, i když očekávali důležité posily                                                  |
| Od Lope Hurtada pro krále            | 29. listopadu | 5 000 pěšáků a 1 600 kopí                                               | 7 000 pěšáků a 600 kopí                                                                                    |
| Od Hernanda de la Vega pro konstábla | 1. prosince   |                                                                         | mluví se o 4 tlustých kusech dělostřelectva, 2 dělech, 2 nebo více kulverinech a 6 nebo 7 kusech falkonetů |
| Od Vargase pro krále                 | 4. prosince   | 6 500 pěšáků a 2 200 kopí                                               | 9 000 pěšáků a 900 kopí                                                                                    |

### Královská armáda
Pod velením hraběte z Hara byla královská armáda tvořena převážně pěchotou, kterou naverbovala šlechta na šlechtických územích, zejména v Navaře, Galicii a Asturii, a částí veteránů z expedice na Džerbě. Je zřejmé, že se nemohlo počítat s jednotkami Antonia de Fonsecy (propuštěnými v srpnu po požáru Mediny del Campo) ani s městskými milicemi, ať už proto, že byly pod kontrolou povstalců, nebo kvůli jisté neochotě loajálních měst bojovat proti vlastním obyvatelům. V jednu chvíli byla zvažována také možnost zařazení tří tisíc německých žoldnéřů do královských řad, avšak tento plán se nakonec neuskutečnil.
Co se týče dělostřelectva, to bylo získáno z Navarry a Fuenterrabíe, avšak za cenu ponechání francouzské hranice nechráněné. Na konci listopadu bylo dělostřelectvo svěřeno do správy starosty Pamplony, Miguela de Herrery.

### Armáda komunérů
Armáda komunérů byla tvořena hlavně městskými milicemi, které poskytla města nejvíce oddaná hnutí: Valladolid (kde byli mobilizováni všichni muži ve věku od osmnácti do šedesáti let), Toledo, Segovia atd. Spolu s těmito silami (které byly do listopadu zorganizovány a měly zaplacené žoldy) tvořili armádu i další veteráni z Džerby, kteří se rozhodli připojit k Pedru Girónovi prostřednictvím vyslance Carlose Arellana, a také zvláštní batalion Antonia de Acuñy, biskupa ze Zamory, složený z asi 300 ozbrojených kněží.
Co se týče dělostřelectva a výzbroje obecně, povstalci je mohli snadno získat z Mediny del Campo, Kastilie a Baskicka.

## Bitva

### První pohyby vojsk

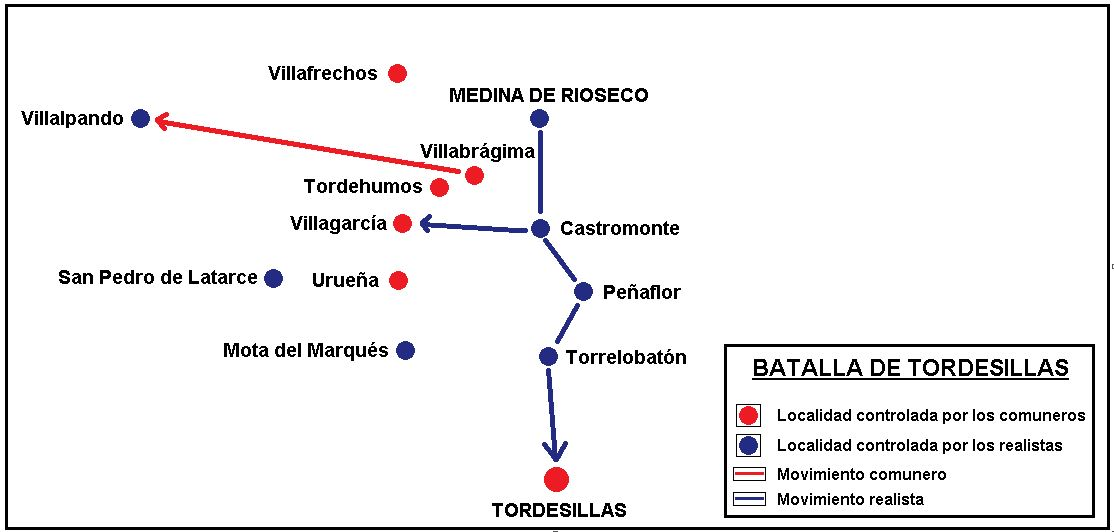
Mapa bitvy u Tordesillas

Situace pokračovala až do 2. prosince, kdy povstalecká armáda začala opouštět své pozice ve Villabrágimě a přesunula se směrem k Villalpandu, městu spravovanému konstáblem, které se následujícího dne vzdalo bez odporu. Zpočátku šlechtici zvažovali možnost osvobodit město přesunem svých vojsk do Castroverde de Campos, ale nakonec se rozhodli dobýt Tordesillas, jehož cesta byla uvolněna díky pohybu Giróna na západ.
Dne 4. prosince pochodovala armáda šlechticů k městu, přičemž téměř bez odporu obsadila vesnice opuštěné komunéry. Došlo pouze k několika šarvátkám ve Villagarcíi, ale Castromonte, Peñaflor a Torrelobatón padly bez potíží.

### Pád Tordesillas
Dne 5. prosince dorazily první oddíly v deset hodin dopoledne do Tordesillas. O tři hodiny později dorazil hrabě z Hara se zbytkem mužů a prostřednictvím královského posla, dvou trubačů a sekretáře admirála předložil městu ultimátum, na které komunéři požádali o čas k odpovědi. Snažili se především získat čas, zatímco čekali na příchod posil. Hrabě trval na nové žádosti, ale protože odpověď byla tentokrát záporná, v půl čtvrté odpoledne, po intenzivní dělostřelecké palbě, vydal rozkaz k útoku. Posádka o 80 jezdcích a 400 pěšácích (mezi nimi i kněží ze Zamory) se zuřivě bránila pod vedením Luise de Quintanilla z Mediny. Někteří šlechtici dokonce několikrát navrhli ústup („alzar el combate“, španělsky „ukončit boj“), ale nakonec k tomu nedošlo.
Po hodině nejistého střetu se podle některých podařilo pěšákovi Gómeze de Santillána, podle jiných dělostřelci Miguelu de Herrerovi, otevřít bránu ve zdi, což umožnilo útočníkům vstoupit do města, i když komunéři poté jejich postup ztěžovali zapalováním okolních dom. Oheň byl spatřen i na druhé straně řeky Douro:
„Po nějaké době se na druhé straně řeky objevily ohně, a protože jsme neměli žádné zprávy o tom, co to bylo, domnívali jsme se, že to jsou lidé z Junty, protože nikdy nepřestávali bránit a vytvářet exploze na místě.“
— Dopis hraběte z Hara konstáblovi, datovaný 5. prosince 1520.
Až za soumraku se útočníkům podařilo definitivně vstoupit do Tordesillas; nejprve vojáci hraběte z Benavente, poté ti hraběte z Alby de Liste a následně ti z Astorgy a Hara. I tak odpor nepřestal, protože royalisté museli bojovat v ulicích tváří v tvář obráncům za zvuku zvonů a záře ohně. Kapitán Suero del Águila mezitím rychle přispěchal z Alaejos se 100 jezdci, ale nepřátelská armáda byla příliš početná na to, aby ji mohl efektivně čelit bez Girónových sil. Nakonec byl zajat spolu s plukovníkem Gonzalem Palominem. V té době byla také vytvořena nová průrva ve zdi, aby umožnila vstup dělostřelectva a pěchoty.
Kolem osmé hodiny večer se poslední skupiny odporu zhroutily a vojáci se oddali drancování, z něhož byly ušetřeny pouze kostely, kláštery a rezidence královny Jany. Dokonce i sedlo infantky Kateřiny Habsburské bylo ukradeno. Šlechtici samozřejmě tento postup odsoudili, ale tvrdili, že nemohli své muže udržet pod kontrolou. Hrabě z Benavente zašel ještě dál a kromě potrestání některých vojáků slíbil odškodnění obyvatelům Tordesillas, ačkoli na úkor státu.
Pokud se opíráme o tvrzení královského sekretáře Lope Hurtada, královská strana utrpěla pouze padesát ztrát, mezi mrtvými a zraněnými. Tento údaj může být revidován, protože je příliš nízký vzhledem k popisu boje výše, zvláště když svědci uvádějí, že boj trval přibližně šest hodin. Také se zaznamenalo, že hrabě z Benavente byl zasažen do ruky, jeho syn do nohy a Luis de la Cueva do obličeje.
V den bitvy, 5. prosince, zaslali admirál a hrabě z Benavente zprávu Karlu V., ve které mu podali podrobný přehled o osobnostech, které se bitvy zúčastnily, mezi nimi: hrabata z Hara, z Benavente, z Alby de Liste, z Luny, z Mirandy, markýzové z Astorgy a Denie, Diego de Rojas, Juan Manrique (syn vévody z Nájery), Beltrán de la Cueva (prvorozený syn markýze z Aguilaru), Pedro Osorio, Pedro de Bazán, Juan de Ulloa, Francisco Enríquez, kastilský adelantado (bratr admirála), Diego Osorio, Luis de la Cueva atd.

## Otázka Giróna
Mezi historiky panuje jistá kontroverze ohledně toho, zda kapitán vojska komunérů Pedro Girón svým přesunem z Villabrágimy do Villalpanda zamýšlel zradit povstaleckou věc, nebo zda si prostě nevšiml, že dělá chybu.

Kronikář Pedro de Alcocer věří, že Girón skutečně zradil komunéry:
„Psal konstáblovi, svému strýci, a admirálovi, že si získá odpuštění od krále a že mu vydá Tordesillas a královnu.“

— Pedro de Alcocer, Relación de algunas cosas...
Pedro Mexía tuto teorii také považuje za pravděpodobnou, ale raději se nevyjadřuje kategoricky:
„Něco (Girónova zrada), co nevím jistě, se neodvažuji tvrdit, ačkoliv nechyběly důkazy, které tomu nasvědčovaly.“

— Pedro Mexía, Relación de las Comunidades de Castilla.
Biskup a historik Prudencio de Sandoval naopak nabízí dvě vysvětlení. První tvrdí, že Antonio de Acuña (známý biskup ze Zamory) a Girón společně večeřeli s admirálem a hrabětem z Benavente ve Villabrágimě, když tito dva páni předstírali, že se přidají na stranu Junty, a tím povzbudili vůdce komunérů k útoku na Villalpando proti konstáblovi. To je však více než nepravděpodobné, protože je těžko uvěřitelné, že by Acuña a Girón mohli být tak naivní.

Druhá hypotéza je samozřejmě zrada. Kronikář se dokonce podivuje, že Acuña, který nebyl součástí spiknutí, souhlasil s vojenským manévrem svého kolegy:
„A don Pedro Girón se ubytoval v rezidenci konstábla, svého strýce. Všichni tvrdí, že šlo o dohodu a dvojí hru, a bylo to zřejmé, protože nechali nepřítele volného, a ve Villalpandu nebylo co dělat. Od dona Pedra Giróna se dala dohoda očekávat, protože velcí páni, jeho příbuzní, ho velmi ovlivňovali, jak se brzy ukáže. Co je však zarážející, je to, že biskup ze Zamory (který nebyl součástí dohody), nepovolil, ale zůstal vždy tak tvrdý a neústupný, že ho to stálo život, když ho ztratil žalostně přivázaný k tyči.“

— Prudencio de Sandoval, Historia de la vida y hechos del Emperador Carlos V.

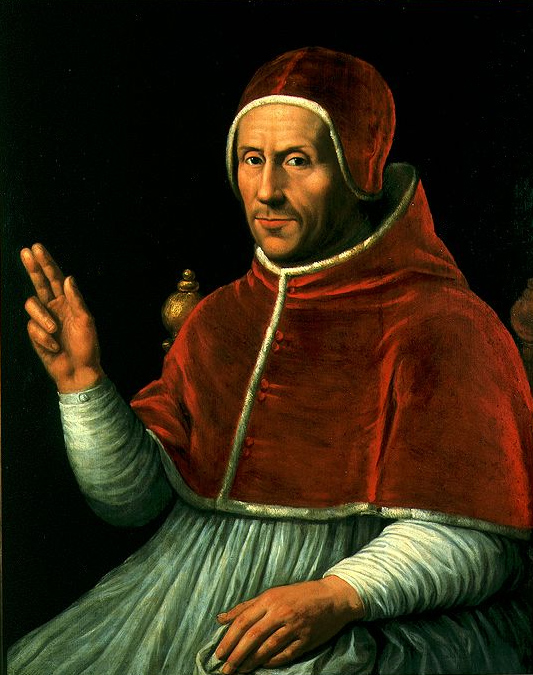
Portrét Hadriána z Utrechtu, díky němuž se šlechta 5. prosince rozhodla definitivně zaútočit na Tordesillas

Nejčastěji citovaným jménem v těchto debatách je však bezpochyby Antonio de Guevara. Ve svém takzvaném razonamiento de Villabrágima (česky „úvaha z Villabrágimy“) tvrdí, že přesvědčil samotného Pedra Giróna, aby opustil povstalecké hnutí. Kapitán komunérů, rozrušený neústupností svých kolegů, prý tehdy přijal návrh svého protějšku a souhlasil, že se vydá směrem k Villalpandu, aby páni mohli bez problémů ovládnout Tordesillas.
Existuje mnoho pochybností o pravosti slavného razonamiento, ale jinak neexistují žádné pevné důkazy, které by potvrzovaly, že Girónovy kontakty s nepřítelem přinesly ovoce a vedly k dohodě, o níž kronikář hovoří. Navíc je třeba vzít v úvahu, že Girón po bitvě nepřešel na stranu royalistů. Naopak, souhlasil, že půjde do Valladolidu, nového hlavního města hnutí, aby pokračoval v boji; což by jen těžko odpovídalo chování zrádce. A pokud nakonec 15. prosince rezignoval na svou funkci, nebylo to proto, že by mu osobnosti v čele komunérů nedůvěřovaly, ale proto, že ho přemohly zvěsti, které se šířily mezi vojáky. Po této epizodě mu místodržící učinili četné nabídky, ale on je odmítl, což také naznačuje, že jeho spolupráce s pány nebyla předem dohodnuta.
V roce 1977 nabídl hispanista Joseph Pérez jiné vysvětlení než kronikáři. Podle něj Girón i výbor Junty, který ho doprovázel, přesunuli své vojsko do Villalpanda, protože byli přesvědčeni, že páni se nerozhodnou opustit Medinu de Rioseco. A co víc, jakmile byl manévr dokončen, vojenským vůdcům royalistického vojska stále chyběla jistota ohledně dalšího postupu — zda znovu dobýt léno konstábla, nebo zaútočit na Tordesillas. Pokud se nakonec rozhodli pro druhou možnost, nebylo to proto, že by byla nejvýhodnější, ale proto, že kardinál Hadrián v tak příznivé situaci fakticky znemožnil jakýkoliv jiný postup.
Navíc, Pedro Girón nebyl jediný obviněný ze zrady. Muži z Mediny také vyhrožovali veliteli obranné posádky v Tordesillas, komandéru Luisu de Quintanilla.

## Následky
Obléhání Tordesillas královskými vojsky mělo důležité politické a vojenské důsledky, ale v žádném případě neukončilo povstání. Ve skutečnosti se všechny dobové svědectví shodují, k překvapení královské moci, že porážka sloužila k dalšímu rozdmýchání rebelů. Ti začali s rozhořčením odsuzovat chování šlechty, a někteří z nich, zejména ti nejradikálnější, začali vykazovat určitou ochotu napadnout jejich panství.
Na druhou stranu, královská vojska vítězství u Tordesillas nevyužila, ale nadále se chovala stejně jako na konci listopadu, tedy odmítla vojenskou iniciativu. Nelze také zapomínat, že šlechta bránila boji tím, že upřednostňovala své vlastní zájmy před zájmy krále a státu.

### Komunéři

#### Politika
Porážkou u Tordesillas ztratili komunéři možnost legitimizovat své nároky pod autoritou královny. Kromě toho to numericky oslabilo Santa Juntu, protože Soria a Guadalajara neposlaly své zástupce a během bitvy bylo zajato třináct poslanců:
- Antonio de Quiñones a Juan de Benavente, právníci z Leónu.
- Komandér Almaraz a Pero Sánchez, prokurátoři ze Salamanky.
- Juan de Solier, prokurátor ze Segovie.
- Diego del Esquivel, prokurátor z Guadalajary.
- Pedro de Sotomayor, prokurátor z Madridu.
- Doktor Cabeza de Vaca, prokurátor z Murcie.
- Diego de Montoya, prokurátor z Toleda.
- Gómez de Ávila, prokurátor z Ávily.
- Pedro Merino, prokurátor z Tora.
- Santiago, prokurátor ze Sorie.
- Doktor Zúñiga, prokurátor ze Salamanky.

Když 15. prosince Junta obnovila své zasedání ve Valladolidu (novém hlavním městě hnutí), bylo zastoupeno pouze deset měst: Toledo, León, Murcia, Salamanca, Toro, Segovia, Cuenca, Ávila, Zamora a Valladolid, ačkoliv o několik dní později se připojil i Madrid.

#### Vojenská situace
Obsazením Tordesillas ztratila armáda komunérů své vůdce. Girón rezignoval a Antonio de Acuña se brzy stáhl do Tora. Dezerce se staly velmi častými. Na začátku ledna 1521 měla Junta pod svým velením pouze 3 000 pěšáků a 400 kopiníků, tedy polovinu toho, co měla v listopadu.
Je také pravda, že 2. ledna 1521 Junta schválila znovudobytí Tordesillas, ale znovuzískání města Valladolid zůstalo jen na papíře. V únoru dokonce i Juan de Padilla, který tento plán vždy hájil, uznal, že královský oddíl v Simancas činí operaci velmi problematickou.

### Královská vojska

#### Vojenská situace
Po bitvě u Tordesillas 5. prosince šlechta nechtěla nebo nedokázala vítězství využít. Nejvhodnější by bylo pochodovat na Valladolid, místo toho však pouze umístili posádky na strategická místa: Simancas, Torrelobatón, Castromonte atd. Následně (a k tomu přispěla také finanční nouze guvernérů) byla většina vojsk propuštěna a šlechtici se vrátili na svá panství.

#### Politika
Na politické úrovni neměla královská strana potřebnou soudržnost k boji proti rebelům.

Vedle admirála, který neskrýval svou nenávist vůči Královské radě, se seskupili ti, kteří podporovali vyjednané řešení konfliktu; zastánci tvrdého postupu se naopak soustředili kolem konstábla. A ze třetí pozice se kardinál Adrian věnoval kritice šlechty za to, že jednala v souladu se svými vlastními zájmy a zapomínala na zájmy krále. Jak upozorňuje Joseph Pérez, tento faktor byl rozhodující, takže v prosinci a lednu většina šlechticů, aniž by využila možnosti, které otevřelo vítězství u Tordesillas, jednoduše ustoupila z boje proti komunérům:
„Šlechtici nechtěli bojovat, protože se obávali možnosti represálií proti svým panstvím. To vysvětluje, proč se královská armáda spokojila s obsazením několika strategických pozic místo toho, aby se pokusila zasadit rozhodující úder povstání.“

— Joseph Pérez, La revolución de las Comunidades de Castilla.
A finanční otázka byla sama o sobě pro královské síly vždy problematická:
„Velký nedostatek finančních prostředků královské strany po bitvě u Tordesillas určil konzervativní orientaci strategie, kterou přijali v následujících měsících. Prostě nebylo dost peněz na udržování velké úderné síly ani na vyplácení mezd dlužných vojákům.“

— Stephen Haliczer, Los Comuneros de Castilla: La forja de una revolución, 1475-1521.